# Lawe Aunan
Lawe Aunan is een bestuurslaag in het regentschap Aceh Tenggara van de provincie Atjeh, Indonesië. Lawe Aunan telt 613 inwoners (volkstelling 2010).